# Frank Wang
Wāng Tāo, známý i jako Frank Wang (* 1980) je čínský obchodník, zakladatel a CEO firmy DJI.
Vyrůstal v Chang-čou, na centrálním pobřeží Číny, jako syn učitele, který v něm vyvinul nadšení k létajícím objektům. Většinu svého volného času trávil čtením o modelech letadel a snil o tom mít svůj vlastní model, co by létal a zároveň natáčel. Svůj první dálkově řízený vrtulník dostal ve svých 16 letech.
Později nastoupil na East Chine University v Šanghaji, kde studoval psychologii, ale jeho velký zájem v elektrotechnice dál přetrvával. V roce 2003 ukončil studium na East Chine University a začal studovat na Hongkong University of Science. Jeho profesor robotiky Li Zexiang si všiml Frankových technických znalostí a díky tomu se dostal do programu pro absolventy školy. Jeho závěrečný projekt byl mini vrtulník drone. Dostal za něj sice špatnou známku, ale model byl velmi dobře přijat na internetovém fóru pro drone fanoušky v Schenzenu. To ho přimělo založit firmu DJI.